# Disney Channel (Europa, Medio Oriente e Africa)
Disney Channel Europa, Medio Oriente e Africa è un canale televisivo europeo di proprietà della Walt Disney Company e versione paneuropea della rete statunitense omonima.

## Storia
Nato il 25 settembre 2006, si afferma ben presto tra i giovani, diventando uno dei canali più seguiti dai bambini.
Trasmette nella Penisola balcanica, in Grecia, in Medio Oriente, in Nordafrica e Africa subsahariana.

## Palinsesto

### Non in onda
- American Dragon: Jake Long
- A.N.T. Farm - Accademia Nuovi Talenti
- A tutto ritmo
- Austin & Ally
- Brian O'Brian
- Buona fortuna Charlie
- Dog with a Blog
- Due fantagenitori
- Ecco Pippo!
- Fillmore!
- Fish Hooks - Vita da pesci
- Gravity Falls
- House of Mouse - Il Topoclub
- I Famosi 5 - Casi misteriosi
- Il mio amico Rocket
- Jessie
- Jonas Brothers - Vivere il sogno
- La leggenda di Tarzan
- Lilo & Stitch
- Little Lulu Show
- Liv e Maddie
- Lloyd nello spazio
- Maggie
- Mako: Island of Secrets
- Mermaid Melody Pichi Pichi Pitch
- Non sono stato io
- Phineas e Ferb
- Quack Pack
- Ricreazione
- The Zhu Zhu Pets
- Wolfblood - Sangue di lupo

### PBS Kids
- Clifford

### In onda[3]
N.B. vengono segnalate solo le prime visioni
- Alex & Co.
- Anfibia
- Binny e il fantasma
- Descendants
- Ducktales
- Evermoor
- Flash con i Ronks
- Gabby Duran Alien Sitter
- Guardiani della Galassia
- Harley in mezzo
- I Greens in città
- I maghi di Waverly
- I segreti di Sulphur Springs
- Lolirock
- Miraculous - Le storie di Ladybug e Chat Noir

Logo dei Disney Channel Original Movie

- Summer Camp
- Topolino
- Violetta

### Film
Oltre per le serie televisive e i cartoni, il palinsesto di Disney Channel si contraddistingue anche per la visione di film. I titoli sono gli stessi della programmazione statunitense, senza alcun doppiaggio e con lingua originale.

## Diffusione
Il canale è disponibile sul satellitare grazie alla piattaforma DStv al numero 303.

## Altre versioni

### Disney XD
Lanciato il 3 giugno 2009 nei Balcani e in Medio Oriente e il 12 maggio 2011 in Africa sub-sahariana su DStv. Trasmetteva programmi come "Coppia di re", "I'm in the Band", "SlugTerra - Lumache esplosive" oltre che alcune serie televisive originarie di Disney Channel. Ha finito le trasmissioni il 1 febbraio 2021.

### Disney Junior
Nato il 1º giugno 2011 su DStv. Si possono vedere principalmente cartoni animati del target 2-6 anni, tra cui "Manny tuttofare", "Agente Speciale Oso" e "Imagination Movers".